# 한국소설가협회
한국소설가협회는 소설문학의 지위향상과 발전을 통하여 문학중흥에 이바지하며 회원의 권익 옹호와 화목을 꾀하고 문학 인구의 저변확대 및 한국 소설 문학의 국제진출을 도모할 목적으로 1999년 3월 8일 설립된 대한민국 문화체육관광부 소관의 사단법인이다. 사무실은 서울특별시 마포구 마포대로12 한신빌딩302호

## 주요 사업
- 소설문학에 대한연구 및 발표
- 소설문학의 국제교류
- 소설가에 관한 조사 및 기록보존관리
- 우수작가에 대한 포상 등